# 扁平苔癬

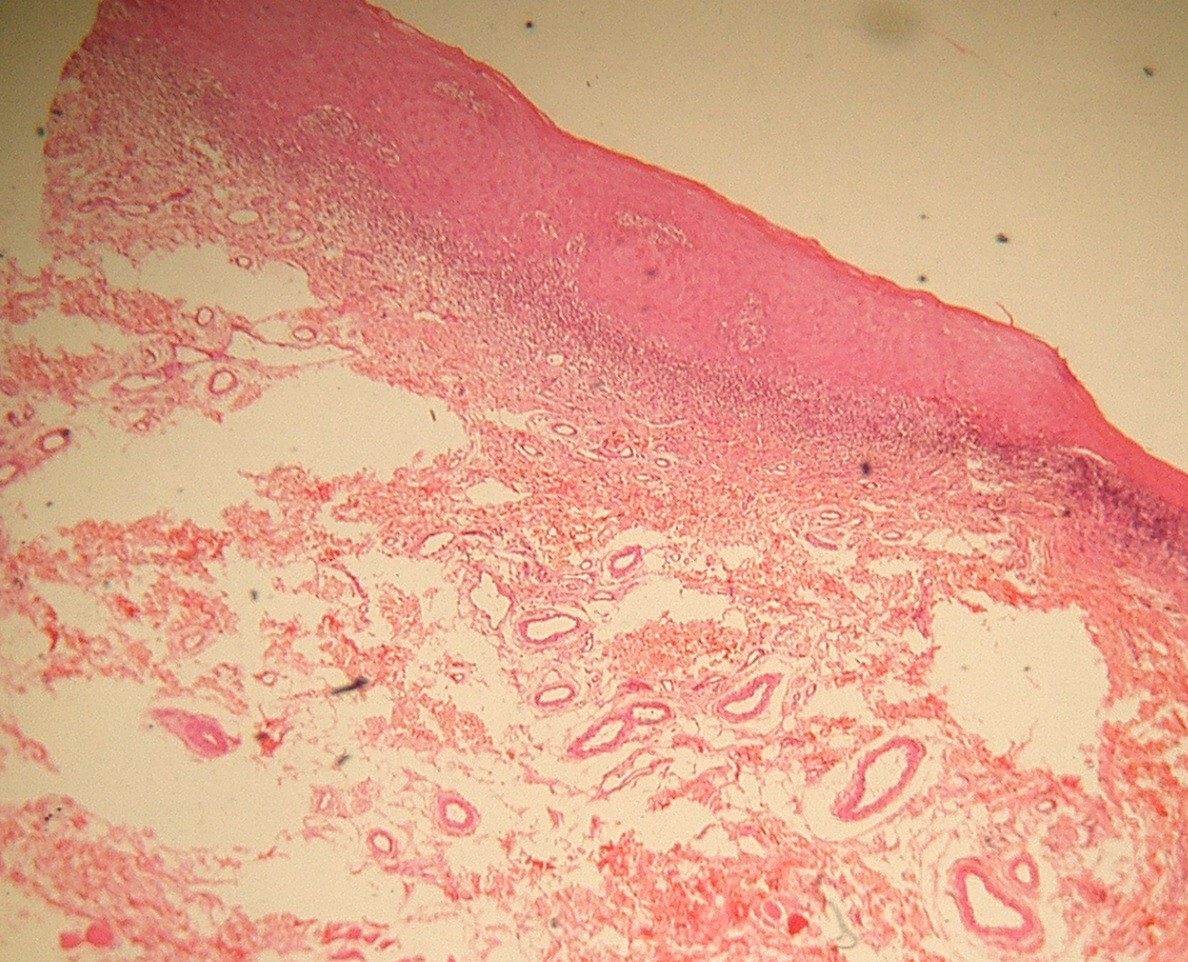
組織像

扁平苔癬（へんぺいたいせん、lichen planus）とは、皮膚や口腔粘膜に生じる疾患の一つ。角化亢進（錯角化、正角化）が見られ、棘細胞層の肥厚を伴う炎症性の角化病変である。苔癬とは一定範囲内での丘疹の集簇を意味する。湿疹に苔癬化という言葉があるが苔癬となるという意味ではなく、慢性炎症の結果、表皮が肥厚することであり、苔癬化は苔癬とは全く関係がない。

## 皮疹
皮膚では栗粒大の扁平なスミレ色の丘疹が多発する。口腔粘膜ではレース状や網目状の白斑として現れ、定型的なものは両側頬粘膜にみられる。慢性に経過し、症状の軽快と増悪を繰り返す。口腔粘膜にできるものは希に癌化することがあり、白板症との鑑別が必要である。一方、皮膚病変は癌化しない。

## 原因
明らかな原因は判明していない。しかし、遺伝的素因のある人では表皮基底細胞に対するT細胞性の自己免疫反応や、薬剤が原因となるとされている。
細菌やウイルスによる感染、薬物、歯科用金属アレルギー、ストレスなどが考えられている。口腔内の病変に関しては、C型肝炎ウイルス(HCV)感染による肝臓外病変の一形態であるとする報告がある一方、C型肝炎治療に使用されるインターフェロンの投与との関連性を指摘する報告もある。
原因となることがある薬剤は、β-ブロッカー、NSAID、ACE阻害薬、スルホニルウレア、金製剤、抗マラリア薬、ペニシラミン、チアジド。

## 検査
診断には専門医による病理組織学検査が必要である。口腔内の病変には金属アレルギーのパッチテストが行われる。

## 病理組織
病変は上皮下結合組織には帯状にリンパ球(killer T cell)が浸潤し，基底細胞は、融解から消失まで種々の程度に障害され、上皮と結合組織の境界が不明瞭となる。上皮突起は不規則な鋸歯状となり，上皮表層は角化が亢進する。また、上皮細胞には、好酸性球状であるシバッテ小体（コロイド小体）などを認める。これらの組織像は遅延型過敏症や移植片対宿主病と類似している。

## 治療
- ビタミンA投与、ステロイド剤[6]、光線療法。しかし、個々の薬剤がいつも決まった効果を示すわけではないとする見解がある。